# Jeb Stuart Adams
Jeb Stuart Adams (Hollywood, 10 aprile 1961) è un attore statunitense famoso per aver interpretato il ruolo di Chris nel film Fiori nell'attico.

## Biografia
Jeb Stuart Adams è nato il 10 aprile 1961 a Hollywood, California, figlio dell'attore Nick Adams e Carol Nugent. Ha una sorella maggiore, Allyson, anch'essa attrice e costumista.
Ha esordito come attore ancora bambino nel 1969 recitando nel film Corri, Angel, corri!. Ha poi recitato in alcune serie televisive come La squadriglia delle pecore nere, Quincy e Hotel.
Nel 1985 ha recitato un piccolo ruolo nel film I Goonies di Richard Donner e nel 1987 ha recitato nel ruolo di Chris nel film Fiori nell'attico tratto dal bestseller Fiori senza sole di V.C. Andrews.
Nel 1993 ha recitato nel film televisivo Sworn to Vengeance dopodiché ha abbandonato la carriera cinematografica.

## Filmografia

### Cinema
- Corri, Angel, corri! (Run, Angel, Run!), regia di Jack Starrett (1969)
- I Goonies (The Goonies), regia di Richard Donner (1985)
- Se ti mordo... sei mio (Once Bitten), regia di Howard Storm (1985)
- Fiori nell'attico (Flowers in the Attic), regia di Jeffrey Bloom (1987)
- Essi vivono (They Live), regia di John Carpenter (1988), non accreditato

### Televisione
- La squadriglia delle pecore nere (Baa Baa Black Sheep) – serie TV, 7 episodi (1978)
- Quincy (Quincy M.E.) – serie TV, 1 episodio (1982)
- Rosie: The Rosemary Clooney Story, regia di Jackie Cooper – film TV (1982)
- His Mistress, regia di David Lowell Rich – film TV (1984)
- Airwolf – serie TV, 1 episodio (1985)
- Hotel – serie TV, 1 episodio (1986)
- Autostop per il cielo (Highway to Heaven) – serie TV, episodio 3x19 (1987)
- Once Upon a Texas Train, regia di Burt Kennedy – film TV (1988)
- Dragnet – serie TV, 1 episodio (1990)
- Sworn to Vengeance, regia di Peter H. Hunt – film TV (1993)